# 科学読物
科学読物（かがくよみもの）とは、主に科学について書かれた子供向けの書籍のことである。

## 定義
図書館用語大辞典
- （狭義）「自然科学や科学技術に関する、主に児童青少年向けの科学の本・啓蒙書」
- （広義）「科学者の伝記、科学小説、そのほかに人文科学や社会科学系統の本」。さらに「料理やスポーツなどの実用書や娯楽書などであっても、科学的な視点に立って書かれているもの[1]」

代田昇
「戦前、「児童科学書」「科学童話」「理科童話」と名づけられたもので、現在「科学の本」「知識の本」「理科の本」と呼ばれるものの総称である。科学読み物という名称は１９５５年ごろから使われたが、市民権を得て一般的に使われるようになったのは、吉村証子主宰した「科学読み物研究会」が発足し、同年雑誌「理科教室」が科学読み物の特集を企画したころからである。科学といえば、自然科学と社会科学が含まれるわけだが、現時点では、自然科学的要素の多いものを指して使われている。（以下略）
板倉聖宣
「『仮説をもとにして実験観察をつみあげ、法則理論の体系をつくりあげていくような学問』―それだけを『科学』と定義すべき」であるとし、科学読物の役割は「『その時代時代に正当とされていた自然についての知識を教えること』ではなく、『そういう常識・権威ものりこえて、仮説をたて実験をすすめようという生き方を育てあげようとするもの』でなければならない」としている。
中川宏（科学読物研究会）
「科学読物はノンフィクションに止まらず、フィクションの一部であるSFや動物文学でも、自然への鋭い洞察あるいは自然への正しい描写、あるいは自然や科学への幅広い関心を育てるものであれば、すべて科学読物となりうる」
鷺谷昴
「科学読み物とは何か」という定義について、
1. 仮説を立て、実験、観察を積み上げ、法則、理論の体系をつくる学問だけを科学とし、子供の本についてもこの条件に合うものを科学読み物とする立場
2. 自然科学の正確な描写、自然への洞察力、自然や科学に対する強い関心を育てるものであれば、S・Fや動物文学でも科学読み物となる得る立場

この2つが長い間共存し、著者・編集者は2.の立場をとる場合が増えたが、まだ決定論と言うことには至っていないと指摘している。
吉見昭一
「野に咲く雑草や、木に止まりさえずる鳥の名も知らないで、自然を見る目は育たない。専門家も親も教師も学生も児童も科学の本を読み自然を見つめよう。確かめよう。事実や本調べをしながら自然を知ろう。そしてふたたび本に帰って子どもと共に科学に親しもう。」
なお、「かがくよみもの」の表記には、「科学読物」、「科学読み物」、「科学よみもの」などがあるが、いずれも基本件名標目表（BSH）には記載されていない。

## 研究・団体
科学読物の研究および普及を目的とした団体に科学読物研究会（1968-）や京都科学読み物研究会（1980-）がある。